# Salvia veronicifolia
Salvia veronicifolia là một loài thực vật có hoa trong họ Hoa môi. Loài này được A.Gray ex S.Watson miêu tả khoa học đầu tiên năm 1887.